# Devanampiyatissa
Devanampiya Tissa (syng. දේවානම්පිය තිස්ස) – król Sri Lanki (Anuradhapury) w latach 307–267 p.n.e., syn i następca Mutasivy. W czasie jego czterdziestoletniego panowania przybył na Lankę buddyzm.